# Tortoise (tenk)
Tortoise (službeno eng. Heavy Assault Tank Tortoise) je bio britanski teški jurišni tenk u Drugom svjetskom ratu. Proizvedeno je samo 6 prototipa ovog vozila.
Iako u Ujedinjenom Kraljevstvu deklariran kao teški jurišni tenk, pošto nije imao kupolu bliži je lovcu tenkova kakav je bio njemački Jagdtiger. Zbog mase od gotovo 80 tona mogao je postići brzinu od najviše 18 km/h. Top kalibra 94 mm imao je izlaznu brzinu granate iz cijevi 930 m/s i bio je najjači britanski top tog vremena. Projektiranje je započeto 1942. godine, ali je svih 6 prototipova dovršeno tek 1947. godine. Nikada nije ušao u serijsku proizvodnju zbog svoje prevelike mase koja sa sobom povlači veću mehaničku nepouzdanost te probleme prilikom transporta tenka na bojište.

### Zajednički poslužitelj
|  | Zajednički poslužitelj ima još gradiva o temi Tortoise (tenk) |